# アリオ上田
- セブン&アイ・ホールディングス
  - イトーヨーカ堂 > アリオ > アリオ上田
  - セブン&アイ・クリエイトリンク > アリオ > アリオ上田

アリオ上田（アリオうえだ）は、長野県上田市に立地するセブン&アイ・ホールディングス傘下のセブン&アイ・クリエイトリンクが運営する複合商業施設である。

## 概要
上田市初の大型ショッピングモール。2005年（平成17年）3月に操業停止、同年6月に閉鎖された日本たばこ産業（JT）工場跡地に2011年（平成23年）4月21日にオープンした。上田市中心市街地活性化基本計画における『まちづくり新拠点』（天神三丁目地区開発計画）に位置付けられる。イトーヨーカ堂のショッピングセンター業態「アリオ」としては11店舗目となる。
核テナントは（2代目）イトーヨーカドー上田店（上田駅お城口にあった）で、同年4月10日に閉店した（初代）上田店（1977年（昭和52年）3月開店）の後継店舗（実質的な移転開業）である。
専門店のテナント数は2010年（平成22年）3月12日に行われたモール・エスシー開発（現・セブン&アイ・クリエイトリンク）から上田市長への説明では100店以上が入るとされていたが、66店で開業し、2014年（平成26年）7月時点では71店となっている（TOHOシネマズは含まず）。
これまでオープンしたアリオの中では最も小規模ながら、上田市初のシネマコンプレックスであるTOHOシネマズも入居している。
上田駅を挟んだ約1キロメートル離れた場所にイオン上田ショッピングセンターがあり、競合するとされている。
2024年（令和6年）2月9日、イトーヨーカ堂は、2025年（令和7年）1月19日をもってアリオ上田に入居する「イトーヨーカドー アリオ上田店」を閉店することを発表した。跡地はOICグループに継承し、ロピアが出店する予定。セブン&アイ・クリエイトリンクが運営するSCとしてはセブンパーク天美以来の核店舗がセブン＆アイ系以外のスーパーマーケットとなり、核店舗がイトーヨーカドーではないアリオとしてはアリオ倉敷、アリオ札幌に次ぐ3例目となる。なお、閉店するのは食品スーパーのイトーヨーカドー部分のみで、アリオショッピングセンター自体は営業を継続する。そして2025年（令和7年）1月19日を以てイトーヨーカドー アリオ上田店は僅か13年間の歴史に幕を降ろし営業終了した。これによりイトーヨーカドーは長野県内から完全撤退した。
同年7月26日に長野県内では初出店となるロピアアリオ上田店がオープンした。

## テナント
各テナントの一覧・詳細情報は下記の公式サイト「フロアガイド」を参照。
- アリオ上田1F
- アリオ上田2F

## アクセス
- JR北陸新幹線・しなの鉄道・上田電鉄別所線 上田駅より徒歩5分。